# SN 1999av
SN 1999av – supernowa typu Ia odkryta 9 marca 1999 roku w galaktyce A105549-0920. W momencie odkrycia miała maksymalną jasność 18,60m.